# 13212 Jayleno
13212 Jayleno este un asteroid din centura principală de asteroizi.

## Descriere
13212 Jayleno este un asteroid din centura principală de asteroizi. A fost descoperit pe 3 mai 1997 la Observatorul La Silla de Eric Walter Elst. El prezintă o orbită caracterizată de o semiaxă mare de 2,47 ua, o excentricitate de 0,16 și o înclinație de 3,3° în raport cu ecliptica.